# 천양정 (전북)
천양정(穿楊亭)은 대한민국 전북특별자치도 전주시에 있는, 조선시대에 만들어진 국궁장이다. 1984년 4월 1일 전북특별자치도의 문화재자료 제6호로 지정되었다.

## 개요
이 정자는 조선시대에 한량들이 활쏘기 연습을 위해 활터에 세운 것이다. 천양정은 숙종 38년(1712)에 다가천 서쪽 냇가에 세웠으나 얼마 후 홍수로 떠내려 가버렸다. 그 뒤 경종 2년(1722)에 다가산 밑에 다가정(多佳亭)이란 정자를 짓고 활터로 사용했다. 순조 30년(1830)에는 이곳에 또 다른 정자를 세우고 옛 이름을 따서 천양정이라 했다. 이후 북향인 다가정은 젊은 한량들 전용으로, 아늑한 골짜기에 남향으로 자리잡은 천양정은 주로 노인층이 사용하게 되었다. 다가정․천양정의 활쏘기 모임은 군자정의 모임과 함께, 일제식민지 때 강압에 의해 하나로 통폐합되었다. ｢천양(穿楊)」이란 뜻은 버들잎을 화살로 꿰뚫는다는 것으로, 신묘한 활 솜씨로 이름 높았던 조선 태조 이성계의 고사에서 유래한 말이다.

## 같이 보기
- 한국의 국궁장 목록